# BAFTA (премия, 2008)
61-я церемония вручения наград премии BAFTA

10 февраля 2008
Лучший фильм: 

Искупление 

Atonement
Лучший британский фильм: 

Это Англия 

This is England
Лучший неанглоязычный фильм: 

Жизнь других 

Das Leben der Anderen
< 60-я Церемонии вручения 62-я >
61-я церемония вручения наград премии BAFTA, учреждённой Британской академией кино и телевизионных искусств, за заслуги в области кинематографа за 2007 год состоялась в Лондоне 10 февраля 2008 года.
Номинанты на премию стали известны 16 января 2008 года.

## Полный список победителей и номинантов
| Победители выделены отдельным цветом. |

### Основные категории
| Категории                                | Победитель и номинанты                                                                                                   |
| ---------------------------------------- | --- |
| Лучший фильм                             | • «Искупление» — Тим Беван, Эрик Феллнер, Пол Уэбстер                                                                    |
| Лучший фильм                             | • «Нефть» — ДжоЭнн Селлар, Дэниэл Люпи, Пол Томас Андерсон                                                               |
| Лучший фильм                             | • «Гангстер» — Брайан Грейзер, Ридли Скотт                                                                               |
| Лучший фильм                             | • «Жизнь других» — Макс Видеманн, Квирин Берг                                                                            |
| Лучший фильм                             | • «Старикам тут не место» — Скотт Рудин, Итан Коэн, Джоэл Коэн                                                           |
| Лучший британский фильм                  | • «Это Англия» — Марк Герберг, Шейн Медоуз                                                                               |
| Лучший британский фильм                  | • «Контроль» — Ориэн Уильямс, Тодд Эккерт, Антон Корбейн, Мэтт Гринхолг                                                  |
| Лучший британский фильм                  | • «Искупление» — Тим Беван, Эрик Феллнер, Пол Уэбстер, Джо Райт, Кристофер Хэмптон                                       |
| Лучший британский фильм                  | • «Порок на экспорт» — Пол Уэбстер, Роберт Лантос, Дэвид Кроненберг, Стив Найт                                           |
| Лучший британский фильм                  | • «Ультиматум Борна» — Фрэнк Маршалл, Патрик Кроули, Пол Сэндберг, Пол Гринграсс, Тони Гилрой, Скотт Бёрнс, Джордж Нолфи |
| Лучший неанглоязычный фильм              | • «Жизнь других» (режиссёр — Флориан Хенкель фон Доннерсмарк; Германия)                                                  |
| Лучший неанглоязычный фильм              | • «Бегущий за ветром» (режиссёр — Марк Форстер; США)                                                                     |
| Лучший неанглоязычный фильм              | • «Вожделение» (режиссёр — Энг Ли; США, Тайвань, Гонконг, Китай)                                                         |
| Лучший неанглоязычный фильм              | • «Скафандр и бабочка» (режиссёр — Джулиан Шнабель; Франция, США)                                                        |
| Лучший неанглоязычный фильм              | • «Жизнь в розовом цвете» (режиссёр — Оливье Даан; Франция, Великобритания, Чехия)                                       |
| Лучшая режиссёрская работа               | • Итан Коэн, Джоэл Коэн — «Старикам тут не место»                                                                        |
| Лучшая режиссёрская работа               | • Джо Райт — «Искупление»                                                                                                |
| Лучшая режиссёрская работа               | • Пол Томас Андерсон — «Нефть»                                                                                           |
| Лучшая режиссёрская работа               | • Пол Гринграсс — «Ультиматум Борна»                                                                                     |
| Лучшая режиссёрская работа               | • Флориан Хенкель фон Доннерсмарк — «Жизнь других»                                                                       |
| Лучшая мужская роль                      | • Дэниэл Дэй-Льюис — «Нефть»                                                                                             |
| Лучшая мужская роль                      | • Ульрих Мюэ — «Жизнь других»                                                                                            |
| Лучшая мужская роль                      | • Джеймс МакЭвой — «Искупление»                                                                                          |
| Лучшая мужская роль                      | • Джордж Клуни — «Майкл Клейтон»                                                                                         |
| Лучшая мужская роль                      | • Вигго Мортенсен — «Порок на экспорт»                                                                                   |
| Лучшая женская роль                      | • Марион Котийяр — «Жизнь в розовом цвете»                                                                               |
| Лучшая женская роль                      | • Эллен Пейдж — «Джуно»                                                                                                  |
| Лучшая женская роль                      | • Кира Найтли — «Искупление»                                                                                             |
| Лучшая женская роль                      | • Кейт Бланшетт — «Золотой век»                                                                                          |
| Лучшая женская роль                      | • Джули Кристи — «Вдали от неё»                                                                                          |
| Лучшая мужская роль второго плана        | • Хавьер Бардем — «Старикам тут не место»                                                                                |
| Лучшая мужская роль второго плана        | • Пол Дано — «Нефть» |
| Лучшая мужская роль второго плана        | • Том Уилкинсон — «Майкл Клейтон»                                                                                        |
| Лучшая мужская роль второго плана        | • Томми Ли Джонс — «Старикам тут не место»                                                                               |
| Лучшая мужская роль второго плана        | • Филип Сеймур Хоффман — «Война Чарли Уилсона»                                                                           |
| Лучшая женская роль второго плана        | • Тильда Суинтон — «Майкл Клейтон»                                                                                       |
| Лучшая женская роль второго плана        | • Сирша Ронан — «Искупление»                                                                                             |
| Лучшая женская роль второго плана        | • Саманта Мортон — «Контроль»                                                                                            |
| Лучшая женская роль второго плана        | • Кейт Бланшетт — «Меня там нет»                                                                                         |
| Лучшая женская роль второго плана        | • Келли Макдональд — «Старикам тут не место»                                                                             |
| Лучший анимационный полнометражный фильм | • «Рататуй» — Брэд Бёрд                                                                                                  |
| Лучший анимационный полнометражный фильм | • «Шрек Третий» — Крис Миллер                                                                                            |
| Лучший анимационный полнометражный фильм | • «Симпсоны в кино» — Дэвид Сильверман                                                                                   |
| Лучший адаптированный сценарий           | • «Скафандр и бабочка» — Рональд Харвуд                                                                                  |
| Лучший адаптированный сценарий           | • «Искупление» — Кристофер Хэмптон                                                                                       |
| Лучший адаптированный сценарий           | • «Бегущий за ветром» — Дэвид Бениофф                                                                                    |
| Лучший адаптированный сценарий           | • «Старикам тут не место» — Итан Коэн, Джоэл Коэн                                                                        |
| Лучший оригинальный сценарий             | • «Джуно» — Диабло Коди                                                                                                  |
| Лучший оригинальный сценарий             | • «Это Англия» — Шейн Медоуз                                                                                             |
| Лучший оригинальный сценарий             | • «Майкл Клейтон» — Тони Гилрой                                                                                          |
| Лучший оригинальный сценарий             | • «Гангстер» — Стивен Заиллян                                                                                            |
| Лучший оригинальный сценарий             | • «Жизнь других» — Флориан Хенкель фон Доннерсмарк                                                                       |

### Другие категории
| Категории                                                                                | Победитель и номинанты                                                                                      |
| ---------------------------------------------------------------------------------------- | --- |
| Лучшая музыка к фильму                                                                   | • «Жизнь в розовом цвете» — Кристофер Ганнинг                                                               |
| Лучшая музыка к фильму                                                                   | • «Нефть» — Джонни Гринвуд                                                                                  |
| Лучшая музыка к фильму                                                                   | • «Гангстер» — Марк Стрейтенфелд                                                                            |
| Лучшая музыка к фильму                                                                   | • «Искупление» — Дарио Марианелли                                                                           |
| Лучшая музыка к фильму                                                                   | • «Бегущий за ветром» — Альберто Иглесиас                                                                   |
| Лучшая операторская работа                                                               | • «Старикам тут не место» — Роджер Дикинс                                                                   |
| Лучшая операторская работа                                                               | • «Нефть» — Роберт Элсвит                                                                                   |
| Лучшая операторская работа                                                               | • «Гангстер» — Харрис Савидес                                                                               |
| Лучшая операторская работа                                                               | • «Искупление» — Симус МакГарви                                                                             |
| Лучшая операторская работа                                                               | • «Ультиматум Борна» — Оливер Вуд                                                                           |
| Лучшие визуальные эффекты                                                                | • «Золотой компас» — Бен Моррис, Тревор Вуд и другие                                                        |
| Лучшие визуальные эффекты                                                                | • «Ультиматум Борна» — Джосс Уильямс, Чарли Ноубл и другие                                                  |
| Лучшие визуальные эффекты                                                                | • «Человек-паук 3: Враг в отражении» — Джон Фрэзьер, Спенсер Кук и другие                                   |
| Лучшие визуальные эффекты                                                                | • «Гарри Поттер и Орден Феникса» — Тим Бёрк, Джон Ричардсон и другие                                        |
| Лучшие визуальные эффекты                                                                | • «Пираты Карибского моря: На краю Света» — Джон Нолл, Чарльз Гибсон и другие                               |
| Лучший грим                                                                              | • «Жизнь в розовом цвете» — Джен Арчибальд, Дидье Лавернь                                                   |
| Лучший грим                                                                              | • «Искупление» — Ивана Приморак                                                                             |
| Лучший грим                                                                              | • «Золотой век» — Дженни Ширкор                                                                             |
| Лучший грим                                                                              | • «Лак для волос» — Джуди Купер-Сили, Джордан Сэмюэл                                                        |
| Лучший грим                                                                              | • «Суини Тодд, демон-парикмахер с Флит-стрит» — Ивана Приморак, Питер Оуэн                                  |
| Лучший дизайн костюмов                                                                   | • «Жизнь в розовом цвете» — Марит Аллен                                                                     |
| Лучший дизайн костюмов                                                                   | • «Вожделение» — Пэн Лай                                                                                    |
| Лучший дизайн костюмов                                                                   | • «Искупление» — Жаклин Дюрран                                                                              |
| Лучший дизайн костюмов                                                                   | • «Золотой век» — Александра Бирн                                                                           |
| Лучший дизайн костюмов                                                                   | • «Суини Тодд, демон-парикмахер с Флит-стрит» — Коллин Этвуд                                                |
| Лучшая работа художника-постановщика                                                     | • «Искупление» — Сара Гринвуд, Кэти Спенсер                                                                 |
| Лучшая работа художника-постановщика                                                     | • «Нефть» — Джек Фиск, Джим Эриксон                                                                         |
| Лучшая работа художника-постановщика                                                     | • «Золотой век» — Гай Хендрикс Диас, Ричард Робертс                                                         |
| Лучшая работа художника-постановщика                                                     | • «Жизнь в розовом цвете» — Оливье Рау, Станислас Рейделле                                                  |
| Лучшая работа художника-постановщика                                                     | • «Гарри Поттер и Орден Феникса» — Стюарт Крэйг, Стефани Макмиллан                                          |
| Лучший монтаж                                                                            | • «Ультиматум Борна» — Кристофер Роуз                                                                       |
| Лучший монтаж                                                                            | • «Гангстер» — Пьетро Скалиа                                                                                |
| Лучший монтаж                                                                            | • «Искупление» — Пол Тотилл                                                                                 |
| Лучший монтаж                                                                            | • «Майкл Клейтон» — Джон Гилрой                                                                             |
| Лучший монтаж                                                                            | • «Старикам тут не место» — Родерик Джейнс                                                                  |
| Лучший звук                                                                              | • «Ультиматум Борна» — Скотт Миллан, Дэвид Паркер и другие                                                  |
| Лучший звук                                                                              | • «Нефть» — Мэттью Вуд, Том Джонсон и другие                                                                |
| Лучший звук                                                                              | • «Искупление» — Кэтрин Хогсон, Пол Хамблин и другие                                                        |
| Лучший звук                                                                              | • «Жизнь в розовом цвете» — Паскаль Виллар, Лоран Зелиг и другие                                            |
| Лучший звук                                                                              | • «Старикам тут не место» — Крэйг Берки, Питер Кёрленд и другие                                             |
| Лучший короткометражный фильм                                                            | • Dog Altogether — Диармид Скримшоу, Пэдди Консидайн                                                        |
| Лучший короткометражный фильм                                                            | • Soft — Джейн Хукс, Саймон Эллис                                                                           |
| Лучший короткометражный фильм                                                            | • Hesitation — Джулиэн Берлан, Мишель Иствуд, Вирджиния Гилберт                                             |
| Лучший короткометражный фильм                                                            | • The Stronger — Дэн МакКаллох, Лиа Уильямс, Фрэнк МакГиннесс                                               |
| Лучший короткометражный фильм                                                            | • The One and Only Herb McGwyer Plays Wallis Island — Чарли Хендерсон, Джеймс Гриффитс, Тим Кей, Том Басден |
| Лучший анимационный короткометражный фильм                                               | • The Pearce Sisters — Джо Аллен, Луис Кук                                                                  |
| Лучший анимационный короткометражный фильм                                               | • The Crumblegiant — Пирс Мур, Джон МакКлоски                                                               |
| Лучший анимационный короткометражный фильм                                               | • Head Over Heels — Осберт Паркер, Фиона Питкин, Иэн Гулдстоун                                              |
| Премия им. Карла Формана за лучший дебют британского сценариста, режиссёра или продюсера | • Мэтт Гринхалг — «Контроль» (сценарист)                                                                    |
| Премия им. Карла Формана за лучший дебют британского сценариста, режиссёра или продюсера | • Сара Гаврон — «Кирпичный переулок» (режиссёр)                                                             |
| Премия им. Карла Формана за лучший дебют британского сценариста, режиссёра или продюсера | • Миа Бэйз — «Скотт Уокер: Человек ХХХ столетия» (продюсер)                                                 |
| Премия им. Карла Формана за лучший дебют британского сценариста, режиссёра или продюсера | • Крис Аткинс — «Позволить себе вольности» (режиссёр, сценарист)                                            |
| Премия им. Карла Формана за лучший дебют британского сценариста, режиссёра или продюсера | • Эндрю Пиддингтон — «Убийство Джона Леннона» (режиссёр, сценарист)                                         |
| Восходящая звезда                                                                        | • Шайа Лабаф                                                                                                |
| Восходящая звезда                                                                        | • Тань Вэй                                                                                                  |
| Восходящая звезда                                                                        | • Сэм Райли                                                                                                 |
| Восходящая звезда                                                                        | • Эллен Пейдж                                                                                               |
| Восходящая звезда                                                                        | • Сиенна Миллер                                                                                             |
| BAFTA Academy Fellowship Award                                                           | • Энтони Хопкинс — актёр театра, кино и телевидения                                                         |
| BAFTA Academy Fellowship Award                                                           | • Брюс Форсайт — телеведущий                                                                                |